# Pisom
De acordo com a Bíblia, o rio Pisom (na tradução de Almeida) ou rio Fison (na tradução da Bíblia Ave Maria), derivada de Phison como era escrito antigamente, rodeava a terra de Havilá, onde há ouro. Ele é o primeiro dos chamados Quatro Rios do Paraíso resultantes da divisão do rio que passava pelo Jardim do Éden, sendo os demais Giom, Tigre e Eufrates.
Pison ou Fison é uma palavra de origem hebraica que significa "mais espalhado". Um dos quatro rios que se ramificavam do ‘rio que saía do Éden’, e, depois, circundava a inteira terra de Havilá, terra que se diz ser fonte de ouro, de bdélio e de pedra de ônix. A identificação do rio Píson é conjectural, sendo que as sugestões variam de certos rios da Armênia até o rio Ganges, na Índia.
O historiador Flávio Josefo identifica o rio Pisom com o Ganges e Giom com o rio Nilo.